# Hermann Leuenberger
Hermann Leuenberger (* 15. Juli 1901 in Basel; † 30. Dezember 1975 in Zürich; heimatberechtigt in Basel und Ursenbach) war ein Schweizer Gewerkschafter und Politiker (SP).

## Leben
Hermann Leuenberger war ein Sohn des Strassenkehrers Johann Friedrich Leuenberger. Er besuchte Schulen in seiner Heimatstadt und begann eine Lehre als Dekorationsmaler. Seit 1916 war er gewerkschaftlich aktiv und trat 1919 in die Gewerkschaft Verkauf Handel Transport Lebensmittel (VHTL) ein. Politisch wurde Leuenberger 1917 Mitglied der Freien Sozialistischen Jugend und wechselte später in die Sozialdemokratische Partei. Er war 1919 am Basler Generalstreik beteiligt und kam als Minderjähriger mehrere Tage ins Gefängnis im Lohnhof. Seine Lehre brach er in jener Zeit ab. Leuenberger hielt sich 1920 bis 1921 in Russland auf. Nach Basel zurückgekehrt, wurde er Hilfsarbeiter. Von 1924 bis 1925 bildete er sich an der Akademie der Arbeit in Frankfurt am Main weiter und arbeitete in der Folge als Chauffeur und Angestellter in Basel.
Im Jahr 1929 wurde Leuenberger Sekretär des VHTL und heiratete Gertrud Anna, eine Tochter des Buchbinders Josef Anton Stadlin. Vier Jahre später wurde er zum Zentralsekretär gewählt. Das Amt übte er bis 1942 aus. Im selben Jahr wurde die Gewerkschafterin und Redaktorin Hedi Köhli (1907–1997) seine zweite Ehefrau. Von 1941 bis 1966 führte er die Gewerkschaft VHTL als Präsident. Daneben wurde Leuenberger 1937 Mitglied des Bundeskomitees, 1943 Vizepräsident und von 1958 bis 1968 Präsident des Schweizerischen Gewerkschaftsbunds (SGB). Seine Idee von einer Einheitsgewerkschaft fand keine Zustimmung. Zudem übte er von 1939 bis 1948 die Präsidentschaft der Lebensmittelarbeiter-Internationale aus.
Politisch wirkte Leuenberger von 1935 bis 1937 als Zürcher Kantonsrat und von 1939 bis 1971 als Nationalrat. Dort setzte er sich besonders für das Arbeitsgesetz von 1964 (ArG) und die von SP und SGB  eingebrachte, 1967 abgelehnte Bodenrechtsinitiative sowie die Gleichberechtigung der Frau ein. Er gehörte von 1954 bis 1969 der Geschäftsleitung der SP an und war Mitbegründer der Stiftung für Konsumentenschutz.
Hermann Leuenberger starb 74-jährig in Zürich. Er gehörte keiner Konfession an.

## Belege
1. ↑  Hermann Leuenberger: Erinnerungen an den Basler Generalstreik 1919. In: Basler Stadtbuch 1969. S. 173, 181.
2. ↑  Barbara Alder: Hedi Leuenberger-Köhli. In: Historisches Lexikon der Schweiz. (abgerufen am 28. Februar 2022)

| Personendaten    | Personendaten                          |
| ---------------- | -------------------------------------- |
| NAME             | Leuenberger, Hermann                   |
| KURZBESCHREIBUNG | Schweizer Gewerkschafter und Politiker |
| GEBURTSDATUM     | 15. Juli 1901                          |
| GEBURTSORT       | Basel, Schweiz                         |
| STERBEDATUM      | 30. Dezember 1975                      |
| STERBEORT        | Zürich, Schweiz                        |